# Carex filipes
Carex filipes är en halvgräsart som beskrevs av Adrien René Franchet och Paul Amédée Ludovic Savatier. Carex filipes ingår i släktet starrar, och familjen halvgräs.

## Underarter
Arten delas in i följande underarter:
- C. f. arakiana
- C. f. filipes
- C. f. oligostachys
- C. f. tremula